# Alabalık, Narman
Alabalık là một xã thuộc huyện Narman, tỉnh Erzurum, Thổ Nhĩ Kỳ. Dân số thời điểm năm 2011 là 266 người.